# Karl (Niederlothringen)

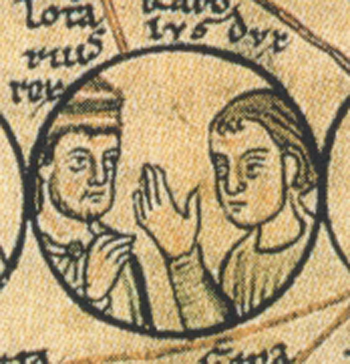
Karl und sein Bruder Lothar von Frankreich

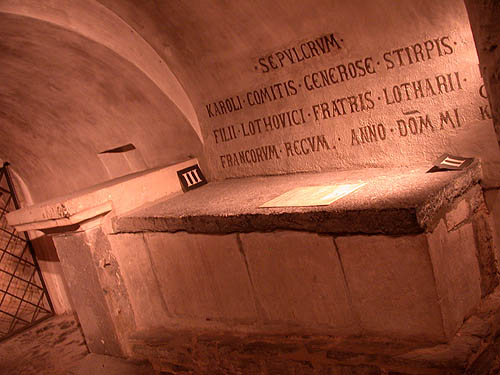
Grab von Karl in der Servatiusbasilika in Maastricht

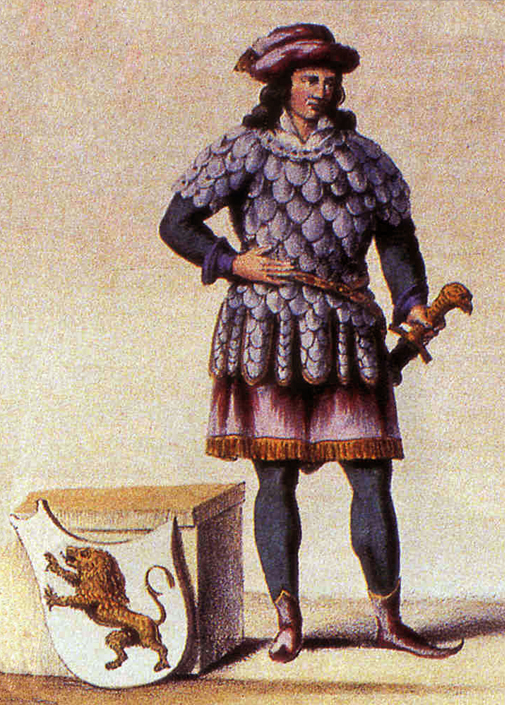
Lithograph aus ca. 1850 mit der Unterschrift Fondateur de Bruxelles

Karl von Niederlothringen (* Sommer 953 in Reims; † 991 im Kerker zu Orléans, begraben in Maastricht in der Kirche St. Servatius) war Herzog von Niederlothringen (977–991) und 987 Prätendent auf das Westfränkische Königreich.

## Herkunft
Karl stammte aus dem westfränkischen Zweig des Geschlechts der Karolinger, das damals im Ostfrankenreich bereits ausgestorben war, im Westfrankenreich aber noch die herrschende Königsdynastie war.
Er war ein Enkel von Karl III. dem Einfältigen, König von Westfranken (898–922) und König von Niederlothringen (911–922), der 922 abgesetzt wurde und 929 verstarb; aus dessen zweiter Ehe mit Edgiva von Wessex († nach 951) einer Tochter von König Eduard I. von Wessex.
Seine Eltern waren der westfränkische König Ludwig IV. genannt der Überseeische († 10. September 954) und dessen Gemahlin Gerberga von Sachsen († 5. Mai 984), eine Schwester von Kaiser Otto I. dem Großen.

## Leben
Als König Ludwig IV. 954 durch einen Unfall starb, waren von seinen fünf Söhnen nur noch zwei am Leben, der dreizehnjährige Lothar und der erst einjährige Karl. Möglicherweise hatte Ludwig eine Reichsteilung erwogen, doch war nun von einer Beteiligung des kleinen Karl an der Erbschaft keine Rede mehr; Lothar wurde mit dem Einverständnis des mächtigsten Kronvasallen, Hugos des Großen aus dem Geschlecht der Robertiner, zum alleinigen König des Westfrankenreichs gekrönt, während für Karl kein Reichsteil oder Lehen vorgesehen war. Karl lebte am Hof seines Bruders. Als er heranwuchs, führte der Umstand, dass er nicht standesgemäß ausgestattet war, zu Spannungen.
Karl hatte keine Funktion; kriegerische Betätigung konnte ihn seinem Ziel, ein Herrschaftsgebiet zu gewinnen, näher bringen. Eine Gelegenheit dazu bot sich nach dem Tod Ottos des Großen (973) im Streit um die Grafschaft Hennegau, die zum Herzogtum Lothringen gehörte, das damals dem ostfränkischen Herrscher unterstellt war. Der dortige Graf Reginar III. Langhals hatte nach einer Niederlage gegen die Ottonen im Jahr 958 in die Verbannung gehen müssen, womit seine damals noch unmündigen Söhne Reginar IV. und Lambert I. ihr Erbrecht einbüßten. Sie flohen ins Westfrankenreich. Sobald Otto der Große nicht mehr am Leben war, griffen sie zu den Waffen, um den Hennegau zurückzuerobern. Einen ersten Angriff schlug der neue König Otto II. zurück. 976 griffen die beiden erneut an, wobei sie vom westfränkischen Hof unterstützt wurden; Karl nahm an dem Feldzug teil, der jedoch scheiterte.
Lothar weigerte sich weiterhin, seinen jüngeren Bruder territorial auszustatten. Zwischen den beiden kam es zu einem schweren Zerwürfnis. Karl beschuldigte die Königin Emma des Ehebruchs mit Bischof Adalbero von Laon. Wegen dieses Skandals musste Karl das Reich seines Bruders verlassen. Später wurden Emma und Adalbero auf dem Konzil von Saint-Macre bei Reims von allen Vorwürfen entlastet.
In dieser Lage unternahm Otto II. einen überraschenden Schachzug; er gab nicht nur Reginar und Lambert den größten Teil ihrer Erbgüter zurück, sondern zog auch Karl auf seine Seite hinüber, indem er ihn mit dem Herzogtum Niederlothringen (dem nördlichen Teil des Herzogtums Lothringen) belehnte. Lothar deutete dies als feindlichen Akt und versuchte 978 vergeblich, Otto durch einen Überraschungsangriff auf Aachen gefangen zu nehmen.
Beim Gegenangriff Ottos auf Lothars Reich noch im selben Jahr reihte sich Karl in die Invasionsstreitmacht ein. Das ottonische Heer eroberte zwei Pfalzen und die Stadt Laon, richtete aber ansonsten wenig aus, da der westfränkische Adel seinem König treu blieb. Daher kam ein Plan, den ehrgeizigen, weiterhin unzufriedenen Karl als Gegenkönig seinem Bruder entgegenzustellen, nicht zur Ausführung. Im Mai 980 schlossen Lothar und Otto Frieden, und Karl hatte ein weiteres Mal das Nachsehen.
Als Lothar 986 starb, konnte ihm sein Sohn Ludwig V., der bereits Mitkönig war, problemlos nachfolgen, doch als Ludwig schon vierzehn Monate später, am 21. Mai 987, tödlich verunglückte und keinen Erben hinterließ, bot sich Karl eine neue Chance. Nun war Karl der einzige überlebende erbberechtigte Karolinger und als solcher der natürliche Kandidat für die Nachfolge seines Neffen Ludwig. Er wurde jedoch ein weiteres Mal übergangen, denn nun entschieden sich maßgebliche Adelskreise, von ihrem Wahlrecht Gebrauch zu machen und den Robertiner Hugo Capet, den Sohn Hugos des Großen, zum König zu erheben. Angeblich wurde dabei argumentiert, Karl sei ungeeignet, da er als Herzog von Niederlothringen Vasall eines auswärtigen Herrschers sei und eine unstandesgemäße Ehe geschlossen habe; diese Gründe waren aber, falls sie überhaupt vorgebracht wurden, nur vorgeschoben. Noch im selben Jahr konnte Hugo erreichen, dass sein Sohn Robert II. zum Mitkönig gekrönt wurde, wobei keine Wahl stattfand. So wurde die dynastische Erbfolge gesichert und das Karolingergeschlecht endgültig durch die neue Dynastie ersetzt, die später nach Hugos Beinamen Kapetinger genannt wurde.
Damit wollte sich Karl nicht abfinden. Im folgenden Jahr griff er zu den Waffen, um seinen Thronanspruch gewaltsam durchzusetzen. Er nahm Laon ein; dort fielen seine Feindin, die Königinwitwe Emma, und ihr angeblicher Geliebter Bischof Adalbero in seine Hände. Zwei Versuche Hugos zur Rückeroberung scheiterten. Die Kaiserin Theophanu, an die sich Karl als ottonischer Vasall mit der Bitte um Hilfe gewandt hatte, machte einen Vermittlungsvorschlag; Karl sollte Emma und Adalbero freilassen und Hugo dafür die Belagerung Laons aufgeben. Hugo nahm an, Karl lehnte ab.
Im August 989 erzielte Karl einen bedeutenden Erfolg, indem er Reims eroberte, die Stadt, deren Bischof die westfränkischen bzw. französischen Könige zu krönen pflegte. Dies gelang ihm durch den Verrat des dortigen Bischofs Arnulf, der ein (nicht erbberechtigter) Karolinger war, ein unehelicher Sohn König Lothars und somit Neffe Karls. Arnulf war erst kurz zuvor von Hugo Capet zum Bischof bestimmt worden. Karl nutzte die Gelegenheit nicht, seinen Anspruch auf die Königswürde mit einer Wahl und Krönung in Reims zu bekräftigen; dieses Versäumnis zeigte seine Schwäche, die durch die geringe Zahl seiner Anhänger bedingt war.
Adalbero von Laon konnte aus der Haft entkommen, schloss sich dann aber Karl an und wurde von ihm wieder in sein Bistum eingesetzt. Es gelang ihm, Karls Vertrauen zu gewinnen. Die damit erlangte Position nutzte Adalbero zum Verrat. Er öffnete in der Nacht vom 29. zum 30. März 991 die Stadttore von Laon und ließ kapetingische Truppen herein. Der im Schlaf überraschte Karl wurde samt seiner Familie gefangen genommen. Er blieb bis zu seinem Tod in Orléans in Haft. Er ist in Maastricht in der Kirche St. Servatius beerdigt.
In Niederlothringen hatte Karl einen Sohn namens Otto zurückgelassen, der dort sein Nachfolger als Herzog wurde.

## Familie
Karl heiratete vor 979, wohl um 975, Adelheid, über die ansonsten nichts bekannt ist, und hatte mit ihr fünf Kinder:
- Gerberga (* wohl 975; † 27. Januar nach 1018), ⚭ um 985–990 Lambert I. Graf von Löwen († 12. September 1015) (Reginare)
- Otto (* wohl 975; † 1005/06) 991 Herzog von Niederlothringen
- Ludwig (* vor 989; † nach 993)
- Karl (* 989; † nach 991)
- Adelheid († nach 1012), ⚭ 990 Albert I. Graf von Namur († kurz vor 1011) (Haus Namur)

## Rezeption
Der Verrat, dem Karl zum Opfer fiel, erregte großes Aufsehen und wurde von der Nachwelt als Schandtat gebrandmarkt und mit dem Verrat des Judas Iskariot an Christus verglichen.
Im 16. Jahrhundert versuchten lothringische Geschichtsschreiber, die Legitimität der Herzöge von Lothringen durch eine direkte Verbindung mit den Karolingern zu erhöhen; sie bezeichneten daher den 991 gestorbenen Herzog Karl von Niederlothringen als Karl I. und begannen die Zählung der Herzöge von (Ober)lothringen dieses Namens mit Karl II.; diese Vorgehensweise hat sich bis heute erhalten.